# Грецький профіль

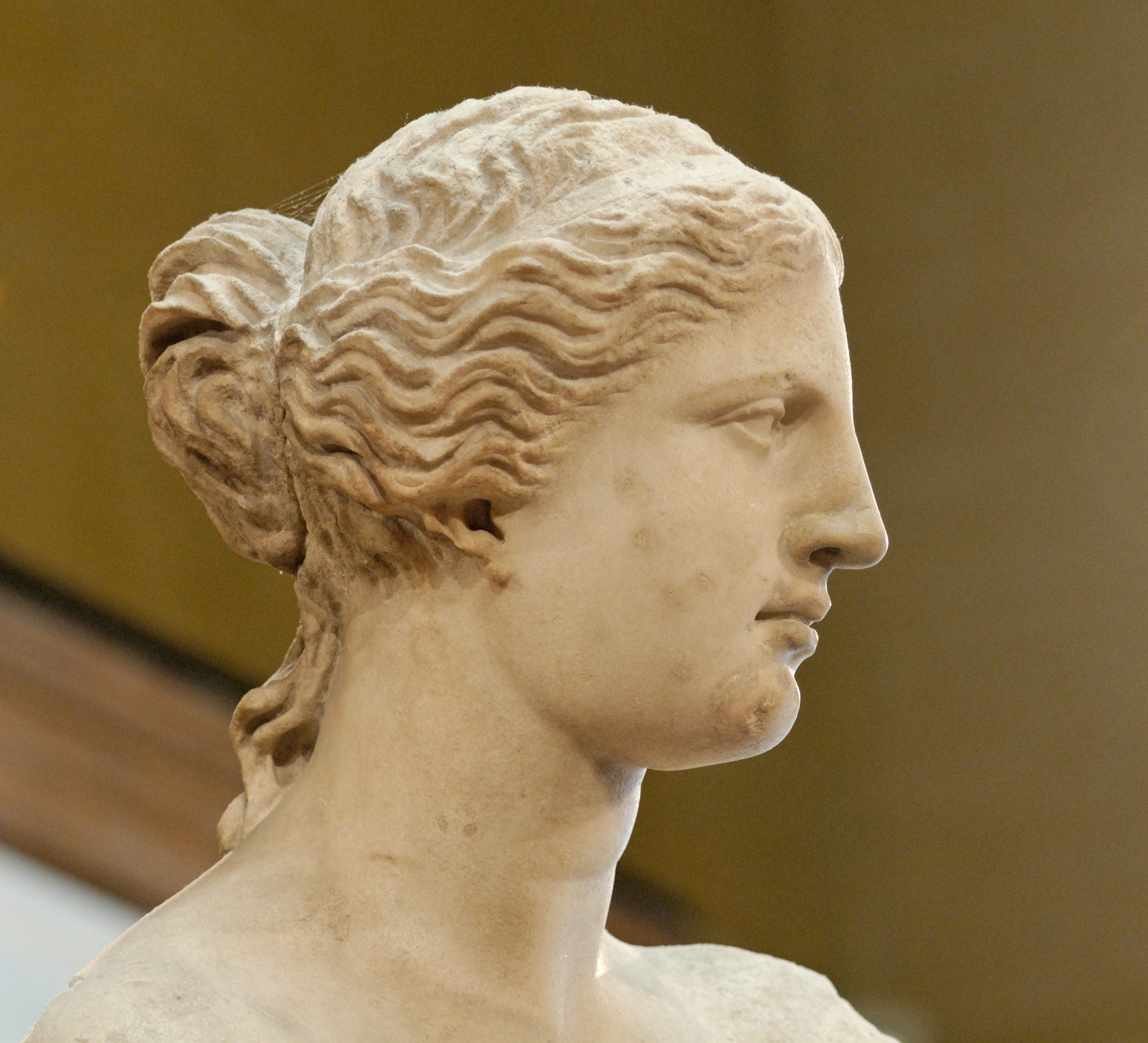
Голова Венери Мілоської, сер. II ст. до н. е. (еллінізм)

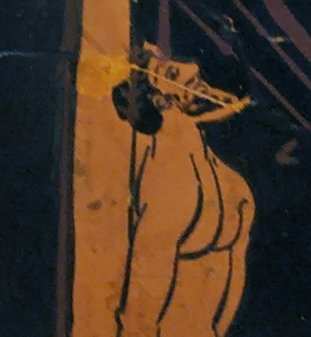
Зображення Одісея на червонофігурній вазі

Грецький профіль — особливе трактування людського профілю голови, що є частиною канону давньогрецької скульптури класичної та елліністичної епох. Є однією з найважливіших характеристик краси згаданого періоду. Саме так його сприймали художники Нового Часу, що орієнтувалися в образотворчому мистецтві на Давню Грецію. 

## Визначення

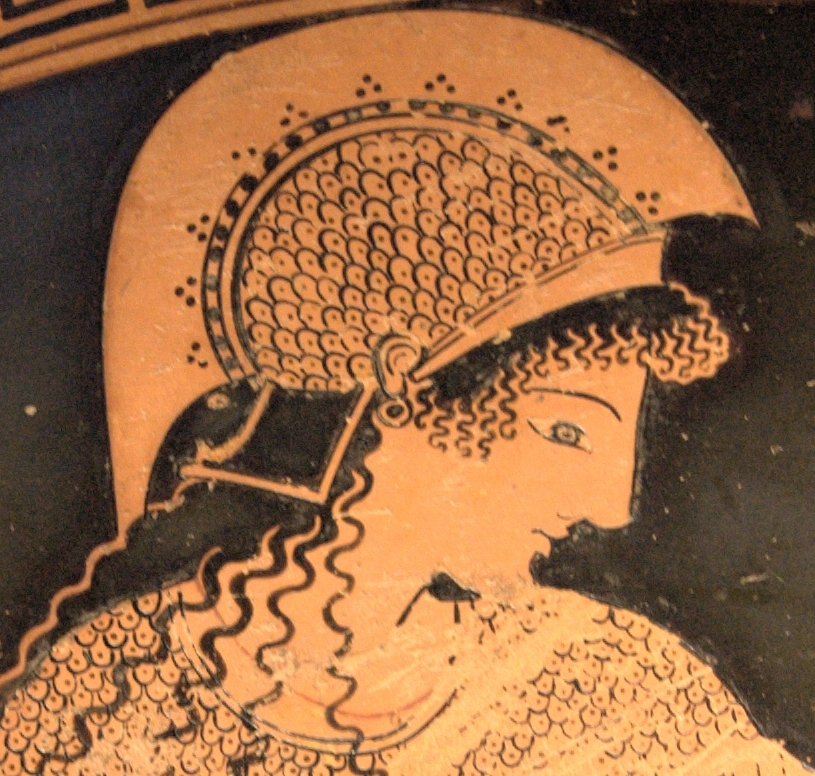
Афіна на вазі Ефрон, кінець. VI — початок V ст. до н. е. (пізня архаїка)

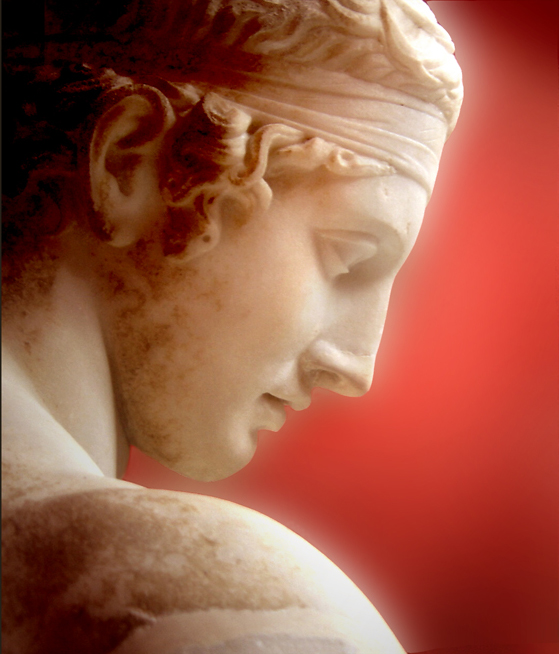
Голова Діадумена, скульптор Поліклет із Аргоса, бл. 430 р. до н. е. (висока класика)

Відмінними рисами є лінія носа, що прямо переходить в лоб практично без якого-небудь виділення перенісся. Якщо голова увінчана шоломом, то ця лінія також зливається з ним. Характерною рисою є також важке підборіддя. 
У реальному житті людей з подібною зовнішністю зустріти надзвичайно важко, в тому числі й серед сучасних греків — народу, фізіологічний тип якого значно відрізняється від еллінів класичного періоду двотисячолітньої давнини. Вживання виразу в усному мовленні для опису чиєїсь краси в більшості випадків не відповідає істині, оскільки зазвичай люди просто мають намір висловити захоплення чистотою ліній профілю описуваного.  «Грецький профіль»  також не є синонімом  «довгого носа»  (поширена помилка). 

## Виникнення та використання
Дослідники відзначають, що спочатку утворення такого типу зображення можна помітити в грецькому вазописі, де грецький профіль виникає в останню стадію архаїки. У розписах червонофігурної кераміки цього періоду змінюються пропорції обличчя: вирівнюється загальний абрис, підборіддя коротшає та важчає, а чоло стає нижче та важче, тоді як ніс коротшає та стає вертикальнішим. У скульптурі принцип з'являється дещо пізніше. Б. Віппер пояснює, що для греків взаємовідношення окремих рис на такому обличчі визначається не психологічною, а пластичною виразністю, яка була викликана їхньою особливою любов'ю до оголеного людського тіла в дії. 
Георг Вільгельм Фрідріх Гегель, аналізуючи грецький профіль, вважав, що в ньому максимально нівельовані «звірині» риси, властиві голові: рот, жувальні м'язи, вилиці, які нагадують про фізіологічність людини, і, навпаки, акцентовані риси, які позначають розумове життя — це, насамперед гарний лоб. На такому обличчі, пропорції якого є в абсолютній гармонії, лоб (зазвичай не дуже високий) набуває виразу твердості та впертої розумової концентрації, що має свідчити про високі чесноти зображеного. 
Подібним профілем, який став ідеалом краси, наділялися зображення богів та героїв: відповідно до грецької концепції калокагатії (краса та доброчесність рівні одна одній), тож позитивні персонажі мусили бути красивими. Водночас негативні персонажі, навіть ті, що протистоять їм в одній композиції, зображувалися з гачкуватими «орлиними», приплющеними «мавпячими» носами. 

## Питання реалізму

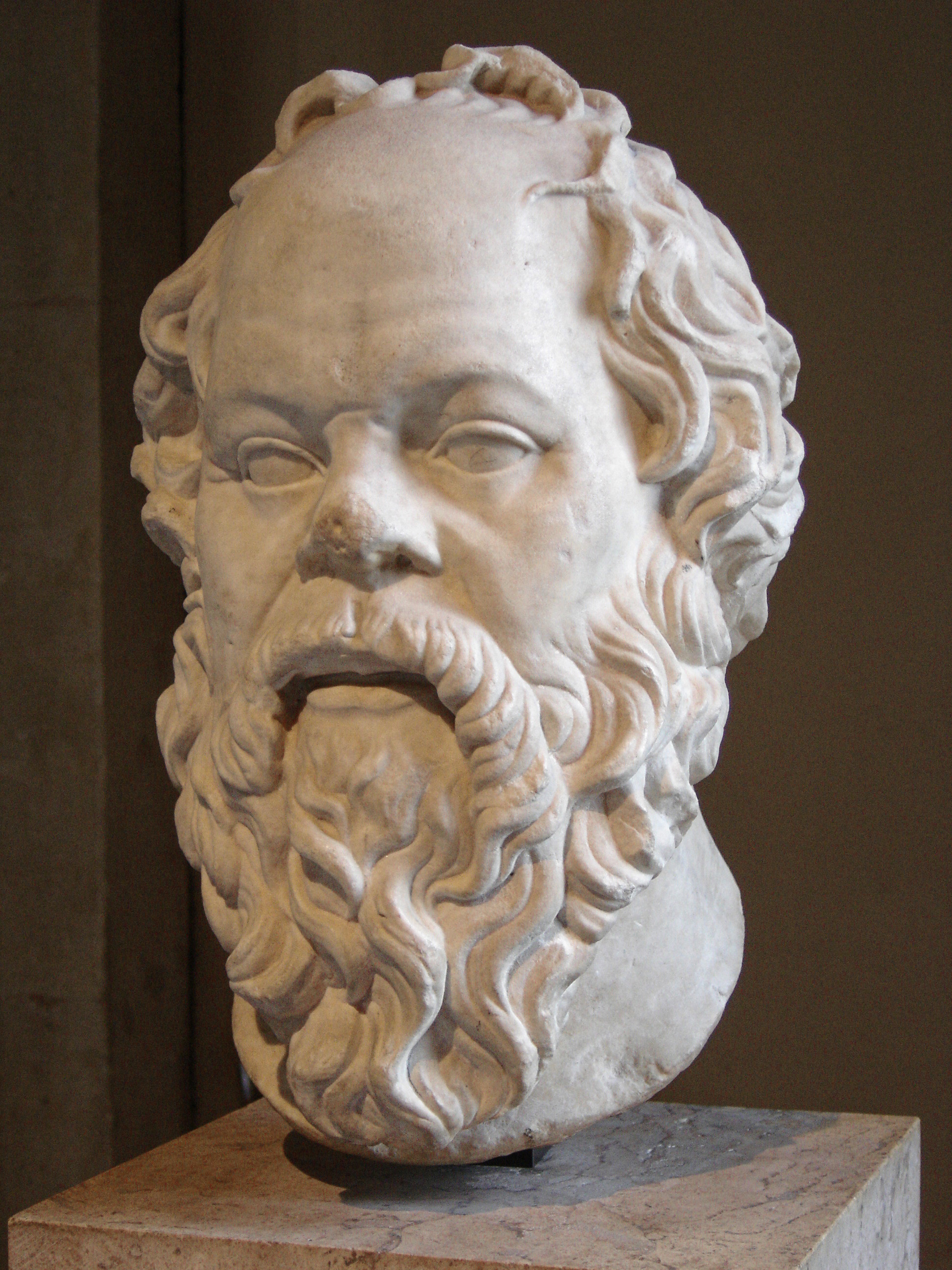
Реалістичний бюст Сократа, імовірно, робота Лісіппа, IV ст. до н. е. (еллінізм)

Безперечно стверджувати, чи копіювалися давньогрецькими скульпторами такі профілі, що наближаються до перпендикуляру, з натури або були виключно сконструйованими уявленнями, не можна — реалістичний портрет з'явився в грецькому мистецтві тільки через одне століття, наприкінці класичного періоду (така затримка, можливо була пов'язана зі складністю переступити через ідеальний канон, що включав і грецький профіль). Тож твори в новому реалістичному жанрі свідчать, що носи реальних давніх греків справді цілком походили на профілі наших сучасників. (Дослідники також відзначають, що й досліджені черепи давніх греків мали нормальні носи, хоча матеріалу для однозначного рішення могло бути й недостатньо). Все ж більшість вчених схиляється до того, що такий тип міг бути, найшвидше, гіпотетично сконструйованим з метою виразити ідеальну красу обличчя (подібно до Канону Поліклета, що виражав ідеальну красу тіла). 
|  | Учитель: Діти, який кут в геометрії ідеальний ? Клас: (хором) Кут, який грецький ніс утворював із землею Греції! (Жірадо. Intermezzo) |

Зокрема, De Pauw наполягає на тому, що грецький профіль не був відтворенням натури, а лише стильовим прийомом, до якого вдавалися деякі скульптурні школи Греції.

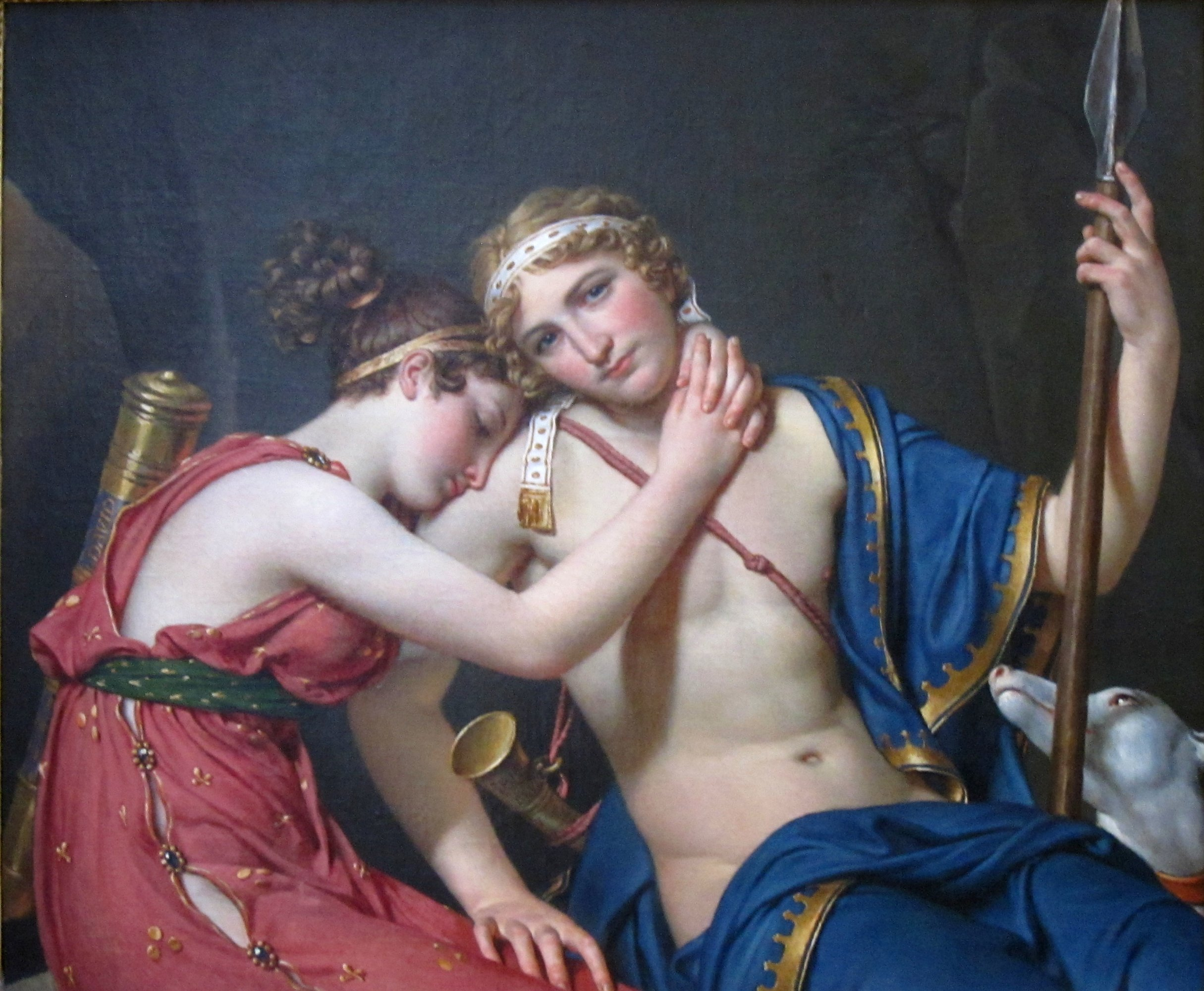
Жак-Луї Давід. «Прощання Телемаха та німфи Еухаріс», I пол. XIX ст. Приклад зображення античних героїв з грецьким профілем у фас (в класицистичного живопису нового часу)